# Zr. Ms. Bruinvis (S810)
Zr. Ms. Bruinvis (S810) je ponorka Nizozemského královského námořnictva, která byla do služby uvedena v roce 1994. Jedná se o poslední ponorku třídy Walrus.

## Technické specifikace
Bruinvis měří na délku 67,2 m a na šířku 8,4 m. Ponor ponorky dosahuje hloubky 7,5 m a při ponoření dokáže Bruinvis vyvinout rychlost až 37 km/h a vytlačit 2 800 t vody. Posádka ponorky je tvořena 55 důstojníky a námořníky.

## Výzbroj
Bruinvis disponuje čtyřmi 533mm torpédomety pro torpéda Mk 48 a také se z ponorky dají odpalovat podzvukové protilodní střely UGM-84 Harpoon, které jsou schopny zasáhnout cíl vzdálený více než 100 km.